# Fritz Honka
Fritz Honka (31 juillet 1935 à Leipzig - 19 octobre 1998 à Hambourg-Langenhorn) était un tueur en série allemand. Entre 1971 et 1974, il a tué au moins quatre prostituées du Reeperbahn à Hambourg, conservant les corps dans son appartement.

## Biographie
De petite taille (1,65 m), Fritz Honka était extrêmement complexé. À cause de cela, il aimait uniquement les femmes plus petites que lui, et les préférait édentées à cause de ses peurs incontrôlables de mutilation lors des fellations. Il aimait solliciter des prostituées âgées du Reeperbahn à Hambourg. Il massacra au moins quatre d'entre elles dans sa petite chambre se situant dans le grenier d'un immeuble situé au 74 de la Zeißstraße, dans le quartier d'Ottensen, à Hambourg. Il conservait les corps dans son appartement, et, pour lutter contre les odeurs nauséabondes à la suite d'une plainte des voisins due aux odeurs pestilentielles qui se dégageaient de son appartement, il les aspergea d'eau de Cologne. En janvier 1975, les restes momifiés furent découverts par les pompiers à la suite d'un incendie provoqué par l'accumulation des vapeurs d'alcool stagnantes dans la pièce. Veilleur de nuit, Honka n'était pas présent au moment des faits, et fut arrêté chez lui à son retour. Pour sa défense, Honka indiqua qu'il avait tué ces femmes après qu'elles se furent moquées ouvertement de sa préférence pour les fellations plutôt que pour des rapports sexuels classiques. Il fut condamné à l'emprisonnement à perpétuité, le maximum prévu par la loi allemande, mais il fut en fait libéré de prison en 1993. Il passa ses dernières années sous le nom de Peter Jensen dans une maison de retraite.
Il est mort à l'hôpital de Langenhorn, à Hambourg le 19 octobre 1998.

## Dans la culture

### Œuvres cinématographiques
Golden Glove (Der goldene Handschuh) de Fatih Akın sorti en 2019.

### Documentaires télévisés
- « Fritz Honka » dans Portraits de criminels sur RMC Story et sur RMC Découverte.
- (en) « The ripper of St Pauli » dans Killers.